# Aristida amazonensis
Aristida amazonensis là một loài thực vật có hoa trong họ Hòa thảo. Loài này được Longhi-Wagner mô tả khoa học đầu tiên năm 1994.